# Linda Bergström
Pour les articles homonymes, voir Bergström.
Linda Bergström, née le 12 janvier 1995 à Hässelby (en), est une pongiste suédoise.

## Biographie
Elle est médaillée de bronze avec l'équipe de Suède aux championnats d'Europe 2014 à Lisbonne.
Elle est sacrée championne de Suède en simple en 2019 et en 2021.
Elle décroche son ticket pour les Jeux olympiques de 2020 à Tokyo en s'imposant 4 set à 1 contre l'ukrainienne Margaryta Pesotska au tournoi de qualification mondial à Doha.
En 2023, elle perd en finale du WTT Contender de Rio de Janeiro contre la japonaise Hina Hayata par le score de 4 set à 1.
Elle est la 34e joueuse mondiale en juillet 2024.

## Parcours en club
Elle signe dans le club de TT Saint-Quentin qui évolue en pro A pour la saison 2023-2024.